# Селец (Народичский район)
Селе́ц (укр. Селець) — село на Украине, находится в Народичском районе Житомирской области на реке Жерев.
Код КОАТУУ — 1823787401. Население по переписи 2001 года составляет 779 человек. Почтовый индекс — 11406. Телефонный код — 4140. Занимает площадь 1,723 км².

## Адрес местного совета
11406, Житомирская область, Народичский р-н, с.Селец